# Richard Faust
Richard Faust (* 24. Juni 1927 in Dromersheim am Rhein; † 11. November 2000 in Frankfurt am Main) war ein deutscher Zoologe, Zoodirektor und Naturschützer.

## Leben
Richard Faust wurde am 24. Juni 1927 in Dromersheim am Rhein geboren. Nach dem Besuch der Volks- und Oberschule wurde er 1943 noch als Schüler als Luftwaffenhelfer eingezogen, Reichsarbeitsdienst und Wehrmacht schlossen sich an. Im Jahr 1945 wurde er an der Ostfront verwundet. Das Abitur legte Faust nach einem Sonderlehrgang für Kriegsteilnehmer ab und konnte so 1946 das Studium der Zoologie, Anthropologie und Paläontologie an der Johannes Gutenberg-Universität in Mainz beginnen. Die Promotion erlangte er dort 1951 mit summa cum laude. Nach einer Tätigkeit als wissenschaftliche Hilfskraft am Zoologischen Institut bei dem Physiologen Wolfgang Freiherr von Buddenbrock in den Jahren 1947 bis 1952, trat er 1952 als wissenschaftliche Hilfskraft in den Frankfurter Zoo ein. 1954 wurde er zum wissenschaftlichen Assistenten, 1958 zu Direktor Grzimeks offiziellem Stellvertreter. In dieser Funktion hielt er Grzimek während dessen zahlreichen Reisen im Zoo den Rücken frei, ohne selbst in der Öffentlichkeit davon zu profitieren. Zum Direktor des Frankfurter Zoos wurde er schließlich am 1. Mai 1974 berufen. Diese Funktion übte er bis zum Eintritt in den Ruhestand 1994 aus. In seine Amtszeit fällt unter anderem der Bau des Grzimek-Hauses für nachtaktive Tiere. Ein stetes Anliegen war ihm die artgerechte Tierhaltung im Zoo. 
Nach Grzimeks Tod 1987 folgte er ihm auch als Präsident der Zoologischen Gesellschaft Frankfurt (ZGF) nach und blieb bis zu seinem Tod am 11. November 2000 deren geschäftsführender Präsident.

## Ehrungen
Im Jahr 1998 wurde Faust für seine Verdienste mit dem Bundesverdienstkreuz 1. Klasse ausgezeichnet.